# Kochov svišč
Kochov svišč (znanstveno ime Gentiana acaulis) je trajnica iz družine sviščevk.

## Opis
Kochov svišč je nizka trajnica, ki v višino meri od 5 do 10 cm in ima pritlehno rozeto bleščečih se listov iz katere na kratkih steblih poganjajo posamični temno modri, trobentasto oblikovani cvetovi, ki v dolžino merijo do 5 cm. Cvetovi imajo olivno zelene proge in črne pikice v notranjosti. Zobci čašne cevi so štrleči. Njegovo rastišče so humozne trate v montanskem in subalpinskem pasu. Uspeva na neapnenih tleh na sočni ali polsenčni legi, kjer cveti v maju in juniju.
V Sloveniji je zavarovan od leta 1949.